# ルイス＝トルマンの非ニュートン力学
ルイス=トルマンの非ニュートン力学（英: Lewis-Tolman's non-Newtonian mechanics）とは、アメリカの物理化学者のギルバート・ニュートン・ルイスとリチャード・トルマンによって構築された特殊相対性理論的な力学体系を言う。物体の質量はその速度に依らないというニュートン力学の公理を、質量を運動エネルギーとともに増加させる公理（相対論的質量）で置き換えた非ニュートン力学の体系である。
特殊相対論的力学として理解されていることが多い。ただし、現代においてはこの理論の中で主張される相対論的質量（relativistic mass）の概念は、相対論を理解する上で混乱のもととなる上、特殊相対論の誤った解釈に結びつきかねないと疑問を抱かれることも多い。

## 概要

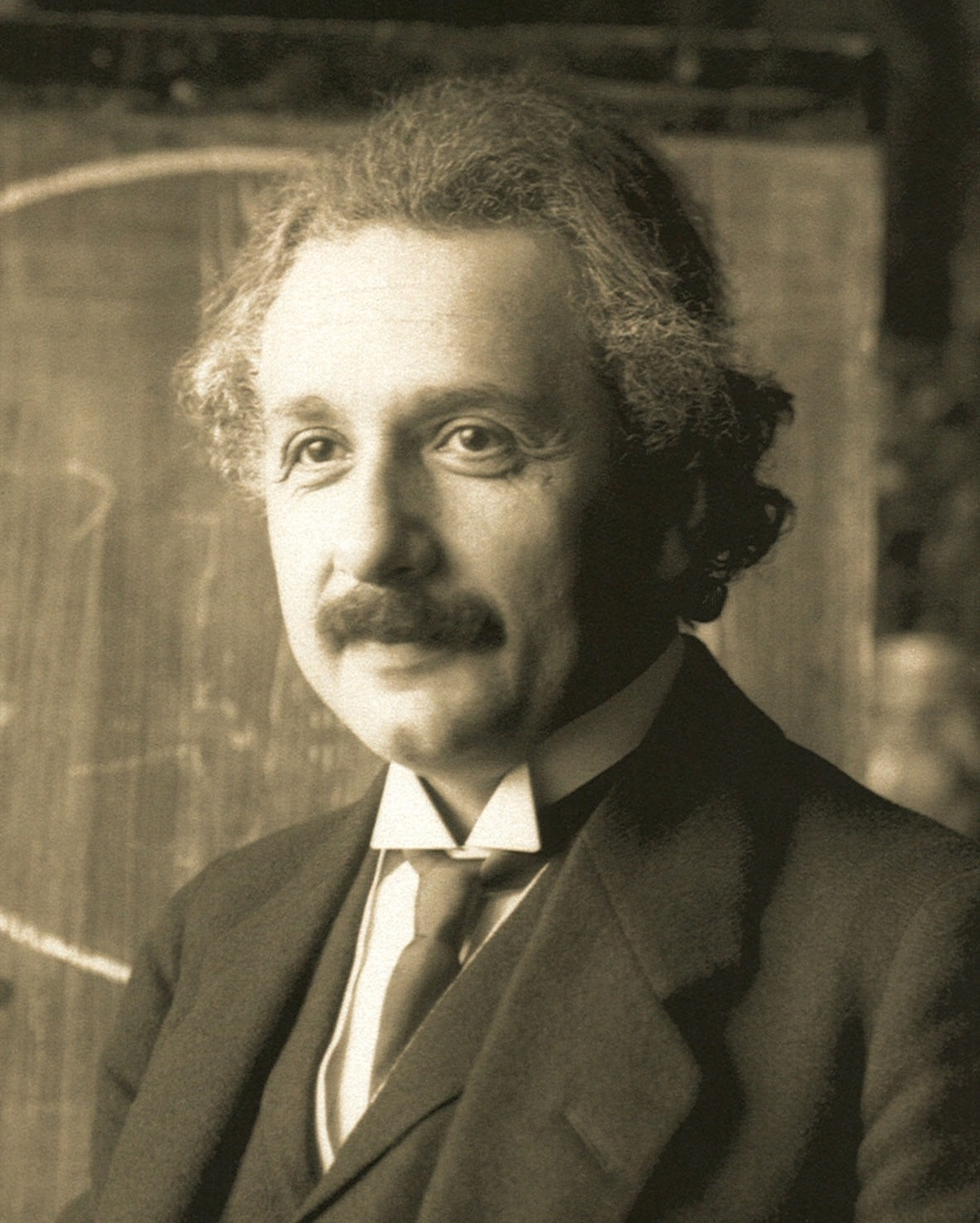
アルベルト・アインシュタイン

19世紀末頃において、マックスウェル方程式は当時観測可能な電磁気現象をほとんど説明したが、その理論の前提として電場と磁場はエーテルなる絶対空間に固定された媒質を介して伝わるものであるとされていた。つまりはマックスウェル方程式はエーテルに対して静止した座標系から観測される電磁気現象を記述する理論であった。素朴な疑問としてエーテルに対して運動している座標系から観測される電磁気現象の理論とマックスウェル方程式との関係が探られた。ヘルツ、フィッツジェラルド、ローレンツ、ポアンカレなどはいくつかの理論を提唱したが、運動する物体が実際に収縮する（ローレンツ）などの現実には受け入れがたい理論であった。それらとはほぼ独立にアルベルト・アインシュタインは1905年に発表した論文（「運動している物体の電気力学について」）において、特殊相対性原理と光速不変の原理というものを導入することで運動座標系における電磁気現象を簡潔に静止座標系におけるマックスウェル方程式に帰着させる理論を提唱した。その理論が特殊相対性理論である。特殊相対性理論から他の慣性座標系よりも優位に立つ絶対座標系の存在（静止エーテルの存在）は電磁気学を考える限り不必要であるとアインシュタインは主張し、その理論的帰結として磁場は電場の相対論効果である、つまり電気力の場と磁気力の場の区別は相対的なものであること（電場の理論と磁場の理論の統一）が示唆された。
この特殊相対性理論は、それまでの電磁気学の非対称性を解消するために提案された電磁気学の理論だったが、1907年にヘルマン・ミンコフスキーは（特殊）相対性原理は電磁気だけに限定されないと主張し、相対性の要請を踏まえた力学の書き換え（相対論的力学の定式化）を問題にした。相対論的力学の試みはそれまでもアインシュタイン、マックス・プランクによっていくつか提案されていたが、相対性原理は電磁気学に限定されないと主張していた当のミンコフスキーの試みも含めて、それら相対論的力学の試みはあくまで電磁気学に基づいたものであった。そのため、電磁気学に依存しない相対論的力学の定式化が、ミンコフスキーの方針に従えば、求められた。

### ルイスの非ニュートン力学
アインシュタインは上記の電磁場の相対性に関する理論の発表後、同年それを発展させ、"Ist die Trägheit eines Körpers von seinem Energieinhalt"（「物体の慣性はそのエネルギーに依存するか？」）において、エネルギーの差と質量の差の間に成り立つ関係式
{\displaystyle \Delta m={\frac {\Delta E}{c^{2}}}}
を近似式として導き出していた。
1908年、化学反応における質量保存の法則の成立に関するスイスの化学者H. H. Landoltの研究に導かれる形で、アインシュタインと同じくエネルギーと質量の関係に関心を持っていたアメリカの物理化学者のギルバート・ニュートン・ルイスは、論文"A Revision of the Fundamental Laws of Matter and Energy"（「物質とエネルギーに関する基本法則の一修正」）で、以下の輻射圧に関する運動量保存則に関する考察を進め、上記のアインシュタインの導出とは全く独立に異なる仮定のもとで同じ関係を導出し、さらに質量は物体に固有であるという公理を外した非ニュートン力学の体系（ルイスの非ニュートン力学）を提案した。
ルイスは、物体が光線を受ける光の進行方向に圧力または力を受けるという事実（輻射圧）をもとに、輻射線はエネルギーと運動量を運ぶというジョン・ヘンリー・ポインティングの意見に賛同し、光線が運ぶ運動量に関して運動量保存則が成り立つとすれば、物体が光線から運動量を受け取るのとは逆に等しい運動量が光線から失われているはずだと考えた。これを説明するため、一般に受け入れられていた光の理論である光の波動説をいったん忘れて、光線中では質量をもつ”何か”光速度で移動しているために光線はエネルギーと運動量を持つとし、さらに、物体がその質量を持つ光線を吸収してエネルギーと運動量を得るときは、この質量もまた得る、すなわち光線のエネルギーを吸収する物体の質量は増加すると仮定した。つまり、この場合、質量は定数ではなく変量であると考えた。
この2つの仮定のもと、ルイスは、アインシュタインとは異なり近似式としてではなく精密な式として
{\displaystyle m={\frac {E}{c^{2}}}}
を導き出した。この関係を認めれば、質量がエネルギーの量に比例する、つまり、運動すると物体は運動エネルギーを得るのであるからその物体の質量は速度とともに変化するはずである。そこで、ルイスはニュートン力学における物体の質量が速度に依存しないという公理に替えて、物体が運動エネルギーを得るにつれて質量が増加するということを公理と置いて、運動物体の質量 {\displaystyle m} とその静止しているときの質量 {\displaystyle m_{0}} の比が、物体の速度 {\displaystyle v} の光速度 {\displaystyle c} に対する比を {\displaystyle \beta =v/c} とするとき、
{\displaystyle {\frac {m}{m_{0}}}={\frac {1}{\sqrt {1-\beta ^{2}}}}}
になることを導いた。この式によれば、有限の質量をもつ任意の物体は速度が増せば質量（相対論的質量）が増し、光速度を与えることができれば相対論的質量は無限大になる。したがって、光線中で有限の質量と運動量そしてエネルギーをもち光速度で移動する”何か”は、もしそれが静止しているか、もしくは光速度よりもわずかに小さい速度で運動していればエネルギー、運動量あるいは質量をもたないと結論付けた。
後年1926年になって、ルイスは、このアイザック・ニュートン以来の光の粒子説を復帰させるものである光線中を光速度で移動する運動量とエネルギーを運び質量をもつ”何か”を光子（photon）と名付けた。

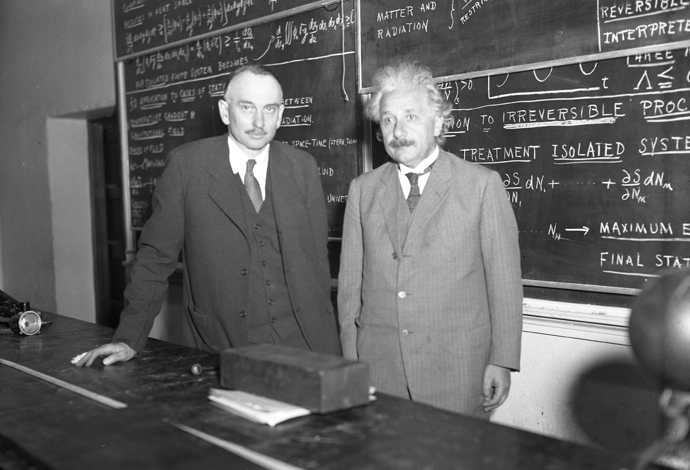
カルテックでのリチャード・トルマンとアルベルト・アインシュタイン（1932年）

## 定義
質量（mass）
運動する物体の運動量を p、速度を v とするとき、運動する物体の質量 m を次のように定義し直す。
{\displaystyle m={\frac {p}{v}}}
物体が静止する極限（{\displaystyle v\rightarrow 0}）における運動量の速度に対する比を、物体の静止質量（rest mass）と呼ぶ。

## 年表
- 1905年：アインシュタイン「運動物体の電気力学について」（特殊相対性理論）を発表
- 1905年：アインシュタイン「物体の慣性はそのエネルギーに依存するか？」を発表
- 1907年：ミンコフスキー「相対性原理」を講演
- 1908年：ルイス「物質とエネルギーに関する基本法則の一修正」を発表
- 1909年：ルイスとトルマン「相対性原理と非Newton力学」を発表
- 1912年：トルマン、相対論的質量の概念を提唱し「運動する物体の質量には式 {\displaystyle m_{0}\left(1-v^{2}/c^{2}\right)^{-1/2}}が最適である」と述べる[16]。
- 1917年：トルマン、相対性理論と力学の関係を本格的に論じた初期の著作「運動に関する相対性理論」[17]を出版。
- 1926年：ルイス、光線中を光速度で移動し運動量とエネルギーを運ぶ”何か”を光子（photon）と名付ける。
- 1927年：第五回ソルベー会議の主題が"Electrons and photons"「電子と光子」となり、光子（photon）の名称が早速広く用いられることになる。なぜか命名者のルイスはソルベー会議に招待されず。
- 第二次大戦中：トルマン、マンハッタン計画でレズリー・グローヴス大将の科学顧問を務める。
- 1946年：スマイス報告において E=mc2 の公式への貢献がすべてアインシュタインのものであるかのように報告される。